# Alexandre Spreutel
 Alexandre Louis Joseph Spreutel  (Châtelet, 14 juin 1880 - Boussu, 9 novembre 1955), est un syndicaliste et homme politique wallon du POB puis du PSB.
Alexandre Spreutel est le fils ainé d'un menuisier originaire d'Hamme-Mille, ouvrier-tourneur en métaux, actif dans le mouvement syndical socialiste, il devient en 1911 secrétaire permanent de la CMB pour le Borinage.  Réfugié en France durant la première guerre mondiale, il est l’un des dirigeants de l’association « les amis du peuple belge » qui est créée au Havre en 1916. Elle vise à venir en aide aux soldats du front, aux prisonniers et aux permissionnaires mais aussi de canaliser les réclamations formulées dans les usines de guerre par les ouvriers belges.
Il occupe les fonctions de secrétaire régional des « métallos » borains jusque 1940. Après  la libération, en tant que président régional de la CMB, il prend part à la fondation de la FGTB en 1945. Il quitte ses fonctions syndicales en 1954.
Sénateur suppléant en 1932, il devient sénateur de la circonscription de Mons-Soignies le 24 juillet 1934 à la suite du décès d’Oscar Doublet, il  le restera  jusqu’aux élections législatives du 17 février 1946. Il est ensuite élu sénateur provincial pour le Hainaut sans interruption jusqu’aux élections législatives du 11 avril 1954. 
Élu conseiller communal de Boussu en 1921, il sera aussi échevin de sa commune.